# Luikse Revolutie
De Luikse Omwenteling of de Luikse Revolutie (1789–1795) is de laatste periode in de geschiedenis van het prinsbisdom Luik.
Sommigen stellen dit begrip gelijk met de woelige periode waarin de prins-bisschop afwezig was, tussen zijn vlucht in de nacht van 26 op 27 augustus 1789 en zijn terugkeer op 12 februari 1791. In dat geval liep de Luikse Omwenteling zowat gelijk met de -eveneens mislukte- Brabantse Omwenteling in de omringende Oostenrijkse Nederlanden. Anderen zien de Luikse Revolutie als een spiegel of zelfs als een deel van de Franse Revolutie, die ook in 1789 begon. In dat geval gaat de Revolutie na de terugkeer van de prins-bisschop verder met de intrede van Franse troepen, een eerste keer in 1792 en een tweede keer in 1794, en eindigde met het opheffen van het prinsbisdom en het opgaan ervan in drie Franse departementen. Tijdens deze fase nam de Revolutie extreme vormen aan, die zich bijvoorbeeld uitten in de afbraak van de Sint-Lambertuskathedraal.

## 1789–1791: eigenlijke Luikse Omwenteling
Na het overlijden van de hervormingsgezinde Franciscus Karel de Velbrück in 1784 was de eerder behoudsgezinde Cesar van Hoensbroeck tot prins-bisschop gekozen. De sfeer over diens bestuur werd kritischer, zoals trouwens ook in de Zuidelijke Nederlanden en in de Verenigde Provinciën. Vanuit Frankrijk bereikten berichten over de inname van de Bastille het land van Luik. Op 18 augustus 1789 trok een groep burgers en werklieden uit Luik en Verviers naar de regeringsgebouwen. De prins-bisschop werd gedwongen het reglement van 1684, dat hem toeliet edicten uit te vaardigen, in te trekken en de aanstelling van nieuwe magistraten te bevestigen. De week daarop vluchtte hij naar Trier. Op 31 augustus vergaderden de staten om de Omwenteling te bekrachtigen. De prins werd verzocht terug te keren onder de nieuwe constitutie, maar verkoos dat niet te doen. De discussies tussen de verschillende standen konden beginnen.
Ook de internationale toestand was gespannen: binnen het Heilige Roomse Rijk, waar Luik nog een deel van was, verkeerden de grote staten Pruisen en Oostenrijk op voet van oorlog. Op 24 november 1789 bezette een Pruisisch garnizoen de stad en beschermde daarmee feitelijk zowel de Brabantse als de Luikse Revolutie tegen de Oostenrijkers. Maar de Luikse en vooral ook de Franse Revolutie radicaliseerden en brachten de Pruisen en de Oostenrijkers tot het verdrag van Reichenbach (27 juli 1790). Oostenrijk herstelde de oude macht in de eigen Zuidelijke Nederlanden en in Luik. De prins-bisschop keerde op 12 februari 1791 terug toen zijn macht veilig en wel hersteld was.

## 1792–1795: Frans-Oostenrijkse strijdperk

### Eerste Oostenrijkse restauratie
In januari 1792 werd in Parijs een Comité der Vereenigde Nederlanders en Luykenaers (Frans: Comité général des Belges et Liégeois Unis) opgericht, dat een onafhankelijke republiek naar Frans model nastreefde. Prins-bisschop Hoensbroeck overleed op 4 juni en werd op 16 augustus 1792 opgevolgd door François de Méan. Drie maanden later versloegen de Franse troepen onder leiding van generaal Dumouriez de Oostenrijkers in de Slag bij Jemappes (6 november) en stonden op 28 november 1792 in Luik. De prins-bisschop vluchtte en de revolutionairen, gesteund door de Franse soldaten, namen het bewind over.

### Eerste Franse bezetting
Generaal Dumouriez van het Franse Noorderleger had na Jemappes met de steun van de minister van Buitenlandse Zaken Pierre Lebrun het Comité de taak gegeven om de veroverde gebieden te revolutioneren. Dumouriez had al in oktober en november vanuit Valenciennes en Bergen proclamaties uitgevaardigd waarin hij de "Belgen" (Zuid-Nederlanders en Luikenaars) opriep om nieuwe regeerders te kiezen. Daartoe ging het Comité al spoedig over tot het houden van verkiezingen voor voorlopige vertegenwoordigers voor stedelijke en provinciale besturen, maar dit ging Dumouriez te snel; uiteindelijk besloot hij op 12 december alsnog om algemene verkiezingen te laten houden voor een Nationale Conventie van België en Luik, die in januari 1793 te Aalst bijeen zou moeten komen. Luik stond bekend als de meest revolutionaire stad in de Zuidelijke Nederlanden, maar zelfs toen daar in december verkiezingen werden gehouden voor de Nationale Conventie (die overigens nooit bijeen is gekomen), was de opkomst hooguit 43% van de kiesgerechtigden. Het Comité geraakte er niet uit of zij de onafhankelijkheid wilde van "België" of aansluiting bij Frankrijk. Door het besluit van de Franse Nationale Conventie van 15 december, waarbij de revolutie werd doorgevoerd in alle veroverde gebieden, waarbij alle Oostenrijkse en prins-bisschoppelijke bezittingen werd geconfisqueerd en strenge voorwaarden verbonden aan verkiezingen, werd duidelijk dat Parijs uit was op annexatie van België. Na een formele oproep om zich uit te spreken voor aansluiting bij Frankrijk op 31 januari 1793, organiseerden de Franse bezetters in februari en maart waar mogelijk volksraadplegingen, die echter volkomen mislukten door een zeer lage opkomst; zelfs in het sterk pro-Franse Luik sprak slechts 21% van de volwassen mannelijke bevolking zich uit voor annexatie. Het desondanks ingezette inlijvingsproces werd bovendien onderbroken door de terugkomst van de Oostenrijkers.

### Tweede Oostenrijkse restauratie en tweede Franse bezetting
Op 5 maart 1793 heroverden Oostenrijkse troepen de stad en de prins-bisschop keerde op 21 maart 1793 terug naar Luik, gesteund door een Oostenrijkse zege drie dagen eerder. Enkele "collaborateurs" met het Franse bewind werden terechtgesteld. Vanaf juni 1794 waren de Franse legers weer aan de winnende hand en op 24 juli 1794 moest de prins van Luik opnieuw vluchten voor de Fransen die op 26 juli de stad binnentrokken. Ook de belangrijkste industriëlen van Verviers namen het zekere voor het onzekere en vluchtten de Rijn over. De Franse bezetters lieten oude revolutionaire plannen om de Sint-Lambertuskathedraal af te breken uitvoeren. Het prinsbisdom Luik verdween op 31 augustus 1795; het ging op in de departementen Ourthe, Nedermaas en Samber en Maas, die op 1 oktober 1795 door de Eerste Franse Republiek werden geannexeerd.